# عمر سيد علي
عمر سيد علي (بالكردية: عومەر سەید عەلی)‏ وهو سياسي عراقي من أصل كردي، ولد في مدينة السليمانية عام 1945.
يشغل منصب المنسق العام لحزب حركة التغيير في كردستان العراق. وقد انتخب لهذا المنصب بعد وفاة رئيس الحركة نوشيروان مصطفى.